# Поважани
Поважани (слч. Považany) насељено је мјесто са административним статусом сеоске општине (слч. obec) у округу Ново Место на Ваху, у Тренчинском крају, Словачка Република.

## Становништво
| Година:    | 1994. | 2004.   | 2014.   | 2024.   |
| ---------- | ----- | ------- | ------- | ------- |
| Број људи: | 1226  | 1274    | 1279    | 1226    |
| Разлика:   |       | +3,91 % | +0,39 % | -4,14 % |

| Година:    | 2023. | 2024.   |
| ---------- | ----- | ------- |
| Број људи: | 1238  | 1226    |
| Разлика:   |       | -0,96 % |

Према подацима о броју становника из 2024. године насеље је имало 1226 становника.